# Meurtre à bord
Pour plus de détails, voir Fiche technique et Distribution.
Meurtre à bord (titre original : Dangerous Crossing) est un film américain en noir et blanc réalisé par Joseph M. Newman, sorti en 1953.

## Synopsis
Quelques mois après avoir perdu son père, Ruth Stanton rencontre et épouse à l'insu de ses proches le séduisant John Bowman. Pour leur voyage de noces, le jeune couple monte sur un luxueux paquebot. Avant le départ, Bowman se rend régler l'enregistrement des bagages et donne rendez-vous à sa femme au bar du navire.  Puis, il disparaît.  La jeune Ruth Stanton a beau affirmer à l'équipage qu'elle est l'épouse de John Bowman, ce nom n'apparaît pas sur la liste des passagers où la jeune femme est d'ailleurs inscrite sous le nom de Mlle Stanton.  Sur un ordre du capitaine, le Dr Paul Manning surveille de près Mlle Stanton qui semble désorientée. Un soir, John Bowman téléphone à la cabine de Ruth et lui dit d'être prudente, qu'ils sont tous deux en danger et qu'il tentera de lui donner un rendez-vous nocturne dès qu'il sera assuré qu'ils peuvent se revoir sans danger dans un coin retiré du navire...

## Fiche technique
- Titre français : Meurtre à bord
- Titre original : Dangerous Crossing
- Scénario : Leo Townsend, d'après la pièce radiophonique Cabine B-13 de John Dickson Carr
- Photographie : Joseph LaShelle
- Montage : William Reynolds
- Musique : Lionel Newman
- Direction artistique : Lyle R. Wheeler et Maurice Ransford
- Décors : Thomas Little et Al Orenbach
- Producteur : Robert Bassler
- Société de production : 20th Century Fox
- Société de distribution : 20th Century Fox
- Pays d'origine :   États-Unis
- Langue de tournage : Anglais américain
- Tournage :
- Format : Noir et blanc — 35 mm — 1,37:1 — Son : Mono
- Métrage : 2 072 mètres (8 bobines)
- Genre : Film dramatique, Film policier, Film noir, Thriller
- Durée : 75 minutes (1 h 15)
- Dates de sortie : 
  -  États-Unis : août 1953
  -  France : 29 janvier 1954

## Distribution
- Jeanne Crain : Ruth Stanton Bowman
- Michael Rennie : Dr Paul Manning
- Carl Betz : John Bowman
- Casey Adams : Jim Logan
- Mary Anderson : Anna Quinn
- Marjorie Hoshelle : Kay Prentiss
- Willis Bouchey : le capitaine Peters
- Yvonne Peattie : Miss Bridges
- Robert Adler : Barman du navire
- Stanley Andrews : Membre de l'équipage
- Madge Blake : Passagère
- Harry Carter : Harry, membre de l'équipage
- Bess Flowers : Passagère
- Anthony Jochim : Steward des cabines
- Kenner G. Kemp : Passager
- Mike Lally : Membre de l'équipage
- Karl Ludwig Lindt : L'Allemand au pied bot
- Adrienne Marden : Standardiste du téléphone
- Harold Miller : Passager
- Forbes Murray : Passager
- Harry Seymour : Serveur du bar
- Charles Tannen : Steward des vins
- William Tannen : Officier du navire
- Gayne Whitman : Commissaire de bord (non crédité)

## À noter
- Bien qu'il s'agisse d'un film de série B, Meurtre à bord bénéficie d'une direction artistique somptueuse conçue en grande partie pour le tournage du Titanic de Jean Negulesco.
- Pour ce dernier film, Lyle R. Wheeler, Maurice Ransford et Stuart Reiss furent nommés en 1954 pour l'Oscar de la meilleure direction artistique pour une production en noir et blanc.
- Le studio décida d'amortir les coûts élevés de ce plateau en y tournant successivement quatre films : les deux déjà mentionnés, ainsi que Les hommes préfèrent les blondes de Howard Hawks et une autre série B, A Blueprint for Murder de Andrew L. Stone.
- Le film est sorti en DVD en 2008 sous le titre original Dangerous Crossing, US and Canada, 20th Century Fox Home Entertainment, Black & White, Closed-captioned, DVD-Video, Full Screen, Subtitled, NTSC, 75 min. (sorti le 11 mars 2008).